# Peder Lunde junior
Peder Lunde (* 9. Februar 1942 in Oslo) ist ein norwegischer Segler, der 1960 Olympiasieger wurde.

Segelriß Flying Dutchman

## Karriere
Die Segelregatten der Olympischen Spiele 1960 fanden im Golf von Neapel statt. Erstmals im olympischen Programm war die Bootsklasse Flying Dutchman (FD). Zusammen mit Bjørn Bergvall wurde Peder Lunde auf dem FD Sirene erster Olympiasieger in dieser Bootsklasse. Dies brachte ihm in seinem Heimatland den Fearnleys olympiske ærespris ein. Acht Jahre später bei den olympischen Regatten vor Acapulco (Mexico) gewann er die Silbermedaille zusammen mit Per Olav Wiken im Starboot, das wieder den Namen Sirene trug. 
Peder Lunde heiratete die norwegische Skiläuferin Aud Hvammen.
Peder Lundes Eltern Peder Lunde Senior und Vibeke Lunde hatten 1952 gemeinsam olympisches Silber in der 5,5-mR-Klasse vor Helsinki (Finnland) gewonnen. Sein Großvater Eugen Lunde war 1924 vor Le Havre (Frankreich) Olympiasieger in der Bootsklasse 6mR geworden. Peder Lunde junior war der erste Sportler in der Geschichte der Olympischen Spiele der Neuzeit, der in der dritten Generation eine Medaille gewinnen konnte. 1972 gelang diese Serie auch Pál Gerevich aus der Fechter-Dynastie Bogen-Gerevich, 1984 war der Hockeyspieler Andreas Keller der dritte Sportler, dem diese Serie gelang.